# Emadiana papanga
Emadiana papanga är en insektsart som beskrevs av Young 1986. Emadiana papanga ingår i släktet Emadiana och familjen dvärgstritar. Inga underarter finns listade i Catalogue of Life.